# Toby Wallace
Toby Wallace (Londen, 6 juni 1995) is een in het Verenigd Koninkrijk geboren Australische acteur. 

## Levensloop
Wallace is geboren in het Verenigd Koninkrijk en woonde daar totdat hij op achtjarige leeftijd met zijn ouders naar Australië verhuisde. Daar ging hij naar de Jells Park Primary School in de buitenwijk Wheelers Hill van Melbourne, voordat hij overstapte naar de Caulfield Grammar School (ook in Melbourne), waar hij een opleiding volgde in drama en theater.
Op 13-jarige leeftijd maakte hij zijn filmdebuut in Lucky Country uit 2009. Wallace speelde de jonge Michael Hutchence in de miniserie over de rockband INXS, genaamd INXS: Never Tear Us Apart, uitgebracht in 2014. Hij speelde ook Steve Jones van de Sex Pistols, in de miniserie Pistol uit 2022, geregisseerd door Danny Boyle.
Een van zijn bekendste rollen die hij heeft gespeeld was in de film Babyteeth uit 2019, waarvoor hij de Premio Marcello Mastroianni won op het filmfestival van Venetië in 2019 en de AACTA voor beste acteur in een hoofdrol.